# Макієвка (Уланський район)
Макі́євка (каз. Макеевка) — село у складі Уланського району Східноказахстанської області Казахстану. Входить до складу Усть-Каменогорського сільського округу.
Населення — 272 особи (2021; 389 у 2009, 373 у 1999, 539 у 1989).
Національний склад станом на 1989 рік:
- росіяни — 100 %